# Tournon
Tournon (früher italienisch Tornone) ist eine französische Gemeinde mit 577 Einwohnern (Stand: 1. Januar 2022) im Département Savoie in der Region Auvergne-Rhône-Alpes (vor 2016 Rhône-Alpes). Tournon gehört zum Kanton Albertville-2 im Arrondissement Albertville und ist Mitglied im Gemeindeverband Communauté d’agglomération Arlysère.

## Geografie
Tournon liegt etwa 31 Kilometer ostnordöstlich von Chambéry und etwa sieben Kilometer südwestlich von Albertville an der Isère. Umgeben wird Tournon von den Nachbargemeinden Verrens-Arvey im Norden und Nordwesten, Gilly-sur-Isère im Osten und Nordosten, Notre-Dame-des-Millières im Süden und Südosten sowie Frontenex im Westen und Südwesten.
Im Gemeindegebiet liegt der Flugplatz Albertville.

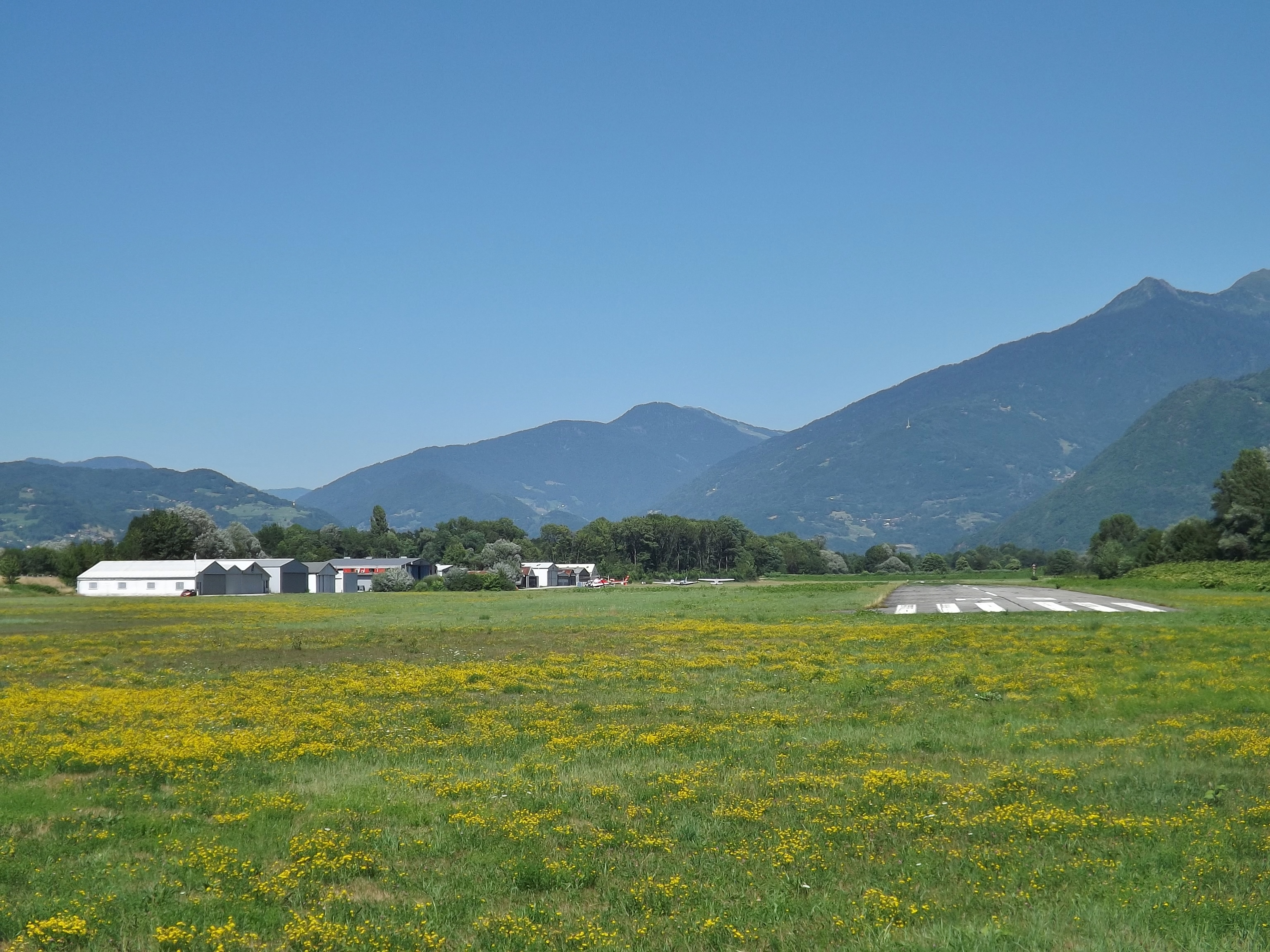
Flugplatz Albertville

## Bevölkerungsentwicklung
| Jahr                       | 1954 | 1962 | 1968 | 1975 | 1982 | 1990 | 1999 | 2006 | 2018 |
| -------------------------- | ---- | ---- | ---- | ---- | ---- | ---- | ---- | ---- | ---- |
| Einwohner                  | 241  | 237  | 236  | 250  | 274  | 402  | 391  | 533  | 602  |
| Quellen: Cassini und INSEE |      |      |      |      |      |      |      |      |      |

## Sehenswürdigkeiten
- Burg Tournon aus dem 12. Jahrhundert